# Волчица (фильм)
«Волчица» (пол. Wilczyca) — польский исторически-мистический фильм 1983 года. Премьера фильма состоялась 11 апреля 1983 года. В 1990 году вышло продолжение фильма «Возвращение волчицы». В России, фильм был издан на видеокассетах концерном Союз, в конце 1990-х годов.

## Сюжет
К дому Матеуша подъезжает его брат Кацпер. Матеуш сообщает брату, что жена Кацпера Марина при смерти. Марина проклинает мужа и отказывается принять распятие, вместо которого в руках сжимает волчью лапу. Вскоре Марина умирает и братья везут хоронить её на санях. Но сани застревают в сугробе и не могут дальше ехать. Тогда Матеуш идёт к ближайшему кусту, ломает ветку и делает из неё кол. Затем он вбивает кол в сердце Марины и хоронит её, а Кацпер уезжает.
Спустя два года Кацпер служит у графа, участника польского национально-свободительного движения. Однажды выясняется, что графа хотят арестовать, тогда Кацпер устраивает ему побег, а сам, по наказу графа, возвращается в дом и приглядывает за порядком. Кроме Кацпера в особняке находится Юлия — жена графа, которая, однако, презирает своего мужа. Она необычайно похожа на умершую жену Матеуша, Марину, и это вызывает в нём подозрения. Однажды на охоте Кацпер подстрелил в ногу волчицу, а когда пошёл по кровавому следу, обнаружил Юлию, сидящую на коне и перевязывающую себе руку. Сомнения Кацпера достигают пика и он решается на убийство Юлии-оборотня. Он знакомится с местным алхимиком, который изготавливает ему серебряную пулю. С её помощью Кацпер убивает Юлию, а его самого убивают солдаты. Вернувшийся домой муж Юлии приказывает перезахоронить её останки. При открытии гроба в нём был обнаружен скелет волчицы.

## В ролях
- Кшиштоф Ясиньский — Кацпер Восиньский
- Ивона Бельская — Марина Восиньская / графиня Юлия
- Станислав Брейдигант — граф Людвик
- Ольгерд Лукашевич — Отто фон Фурстенберг, офицер кавалерии
- Ежи Пражмовский — Матеуш Восиньский
- Хенрик Махалица — доктор Гольдберг
- Леон Немчик — граф Виктор Сморавиньский
- Ханна Станкувна — Гортензия Витье
- Рышард Котыс — Олесяк
- Тадеуш Теодорчик — Онуфрий